# Betsabé
En el Antiguo Testamento, Betsabé (en hebreo, Bathsheba, que significa "la séptima hija" o la "hija del juramento"), hija de Amiel, era la esposa de Urías el hitita y luego una de las esposas del rey David.
El segundo libro de Samuel (11:1 a 12:25) relata el adulterio de Betsabé con el rey David, el embarazo resultante de la relación y el subsecuente asesinato de su esposo Urías el hitita para ocultar la culpa y la identidad del padre de la criatura que Betsabé llevaba en su vientre. Sin embargo, el plan de los amantes fracasó cuando Dios denunció a David por medio de una parábola que enunció el profeta Natán, que finalizó con una sentencia en forma de pregunta:

"¿Por qué menospreciaste a Yahvé haciendo lo malo a sus ojos, matando a espada a Urías el hitita, tomando a su mujer por mujer tuya (...)?"
2 Samuel 12:9

A pesar de que fueron perdonados por Dios y salvados de la condena a muerte por aquel crimen, el primer hijo nacido de la relación entre David y Betsabé murió a los siete días y hubo una cadena de intrigas, asesinatos y luchas internas (incluyendo una guerra civil) que plagaron la vida posterior de David.
Del enlace entre Betsabé y el rey David nacieron luego dos hijos, de entre los que destacó quien sería el último rey de Israel, Salomón, el cual tuvo sesenta y dos hermanos más por parte de su padre, el rey David.

## Adulterio de David y Betsabé

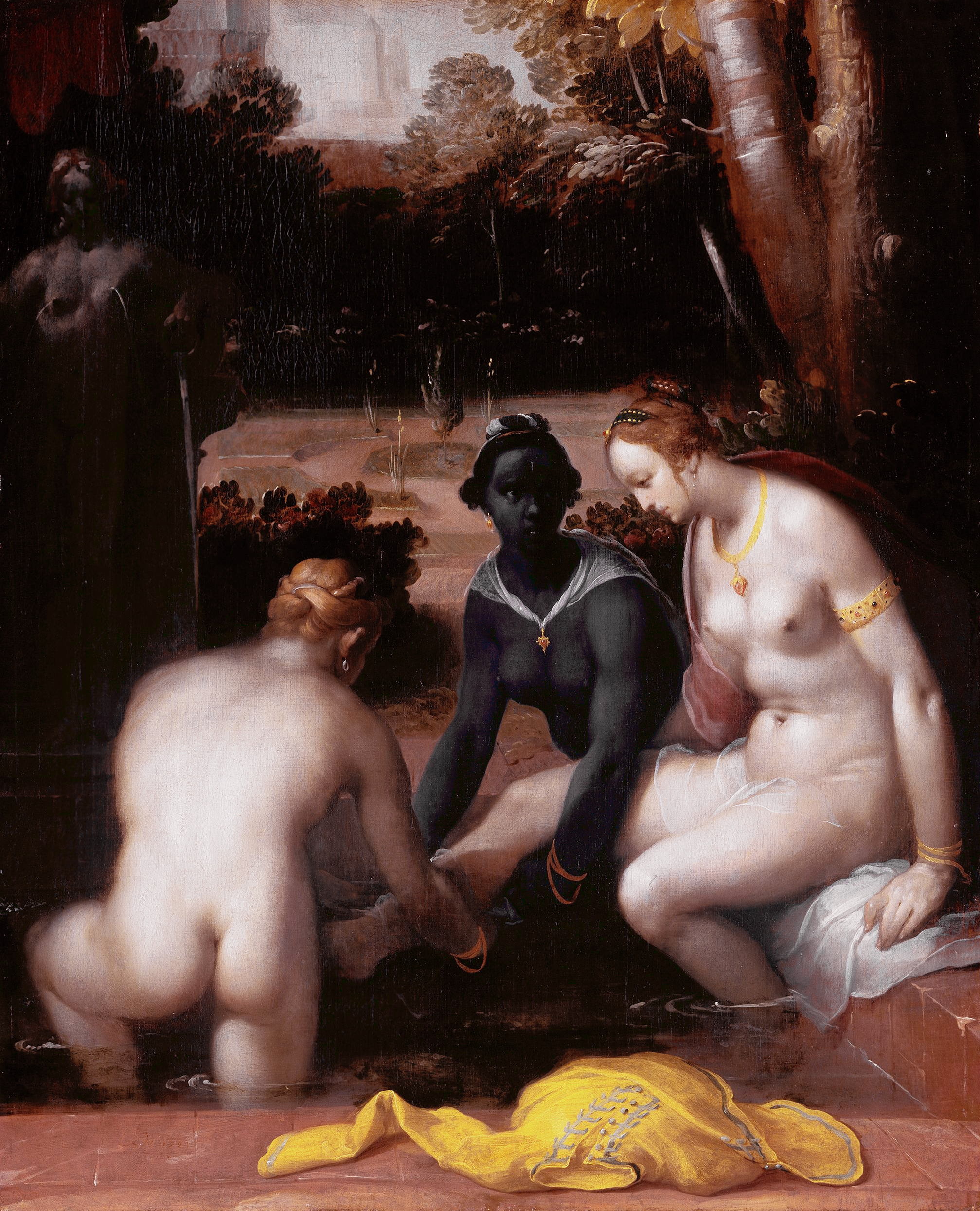
El baño de Betsabé de Cornelis van Haarlem.

Según el Segundo Libro de Samuel 11, el rey David vio desde la azotea del palacio a una hermosa mujer bañándose. Quiso David informarse sobre la mujer y le dijeron que se trataba de Betsabé, hija de Eriam y mujer de Urías el hitita. David envió gente para que la trajesen a sus habitaciones, y tuvo relaciones con ella, a raíz de las cuales quedó embarazada. Betsabé envió a decir a David que ella estaba encinta.

## El crimen de David
Informado David de la situación, pidió a Joab que hiciera venir a Urías. Urías participaba entonces en la segunda campaña contra los amonitas. David sugirió a Urías que fuera a su casa, lo cual implicaba que se reuniría con su esposa, pero Urías no lo hizo. Cuando posteriormente David preguntó a Urías las razones de ello, Urías se refirió a un código de honor: él no entraría a su casa para comer, beber y acostarse con su mujer mientras el arca de la Alianza, Israel y Judá habitaran en tiendas, y mientras Joab y sus compañeros guerreros acamparan en el suelo (Samuel 11:11). En efecto, era común que, cuando se preparaban para el combate, los guerreros se abstenían de tener relaciones sexuales como ejercicio de disciplina. Al reiterarse la negativa de Urías a visitar a su esposa Betsabé, David escribió una carta a Joab indicándole que pusiera a Urías en el lugar más reñido de la batalla y ordenara a los soldados que se apartaran de él, de modo que el enemigo pudiera matarle fácilmente, lo que sucedió tal cual.

## Los reproches de Natán y el arrepentimiento de David
Muerto Urías, fue avisado David. Betsabé también supo de la muerte de su esposo e hizo duelo por él. Pasado el luto, David envió por Betsabé y la recibió en su casa haciéndola su mujer. Hay cierto matiz irónico en la observación de que el matrimonio se celebró inmediatamente después del duelo. El II Libro de Samuel especifica que ella dio a luz un hijo, pero la acción de David desagradó a Yahvé (II Samuel 11, 27).
Poco después, el profeta Natán reprendió a David por el asesinato, relatándole primero la parábola de un hombre rico y otro pobre: el rico tenía muchas ovejas mientras que el pobre solo tenía una, a la que quería mucho. Un viajero visitó al rico y este tomó la oveja del pobre y se la preparó para ofrecérsela al viajero.
Al oír el relato, David montó en cólera y contestó

"¡Vive Yahvé! que merece la muerte el hombre que tal hizo! Pagará cuatro veces la oveja por haber hecho semejante cosa y por no haber tenido compasión."

La respuesta de David lo colocó en una posición insostenible. Natán le respondió con palabras acusadoras, sin paliativos.

"¡Tú eres ese hombre! Así dice Yahvé Dios de Israel: Yo te ungí rey de Israel, y te libré de las manos de Saúl. Te di la casa de tu señor, y puse sus mujeres en tus brazos; te di la casa de Israel y de Judá; y si es poco, te añadiré también otras cosas. ¿Por qué menospreciaste a Yahvé haciendo lo malo a sus ojos, matando a espada a Urías el hitita, tomando a su mujer por mujer tuya y matándole por la espada de los amonitas? Pues bien, nunca se apartará la espada de tu casa, ya que me despreciaste y tomaste la mujer de Urías el hitita para hacerla tu mujer."
2 Samuel 12: 7-10

David se arrepintió profundamente de su pecado (Samuel 12:13). Aun así, Natán profetizó que su hijo ya nacido de la relación con Betsabé moriría, lo que sucedería siete días después, a pesar del ayuno guardado por David para evitarlo (2Samuel 12:14-19).
David y Betsabé engendraron más tarde a Salomón, quien sucedería a David en el trono. Pero, tal cual lo anunciado por el profeta Natán, la espada jamás se apartaría de la casa de David. Absalón, hijo de David, asesinaría a su propio hermano Amnón (2Samuel 13:29) y se convertiría en personaje central del gran drama de la familia davídica, resultando en una serie de crisis políticas que llegarían a comprometer el futuro del reino.

## Grandeza de David
La descripción que se hace de la penitencia de David está perfectamente de acuerdo con su sencillez (cf. 6,21-22) y su sentido realista (vv. 20-23). David trató de evitar la muerte del niño resultante de su adulterio, mediante el ayuno y la penitencia, pero no lo consiguió. David señaló su conocimiento de que también él iría un día al seol (v. 23), «el país sin retorno», como lo llamaban los antiguos. En los versículos 24-25 se menciona el nacimiento de Salomón (Yedidías, «amado del Señor») como una señal del perdón divino, el primer indicio de que Salomón terminaría por subir al trono, después de una sangrienta y triste secuencia que incluyó suplantar a otros herederos que tenían mejores derechos que él.
De la interpretación más usual del sentido del relato surge que la grandeza de David radicó en el proverbial reconocimiento posterior que hizo de sus pecados de adulterio y de asesinato. Con motivo de la visita del profeta Natán, se le adjudicó a David haber compuesto el llamado Miserere o Salmo 51 (50), el salmo penitencial por excelencia.

## Rasgos simbólicos e iconografía

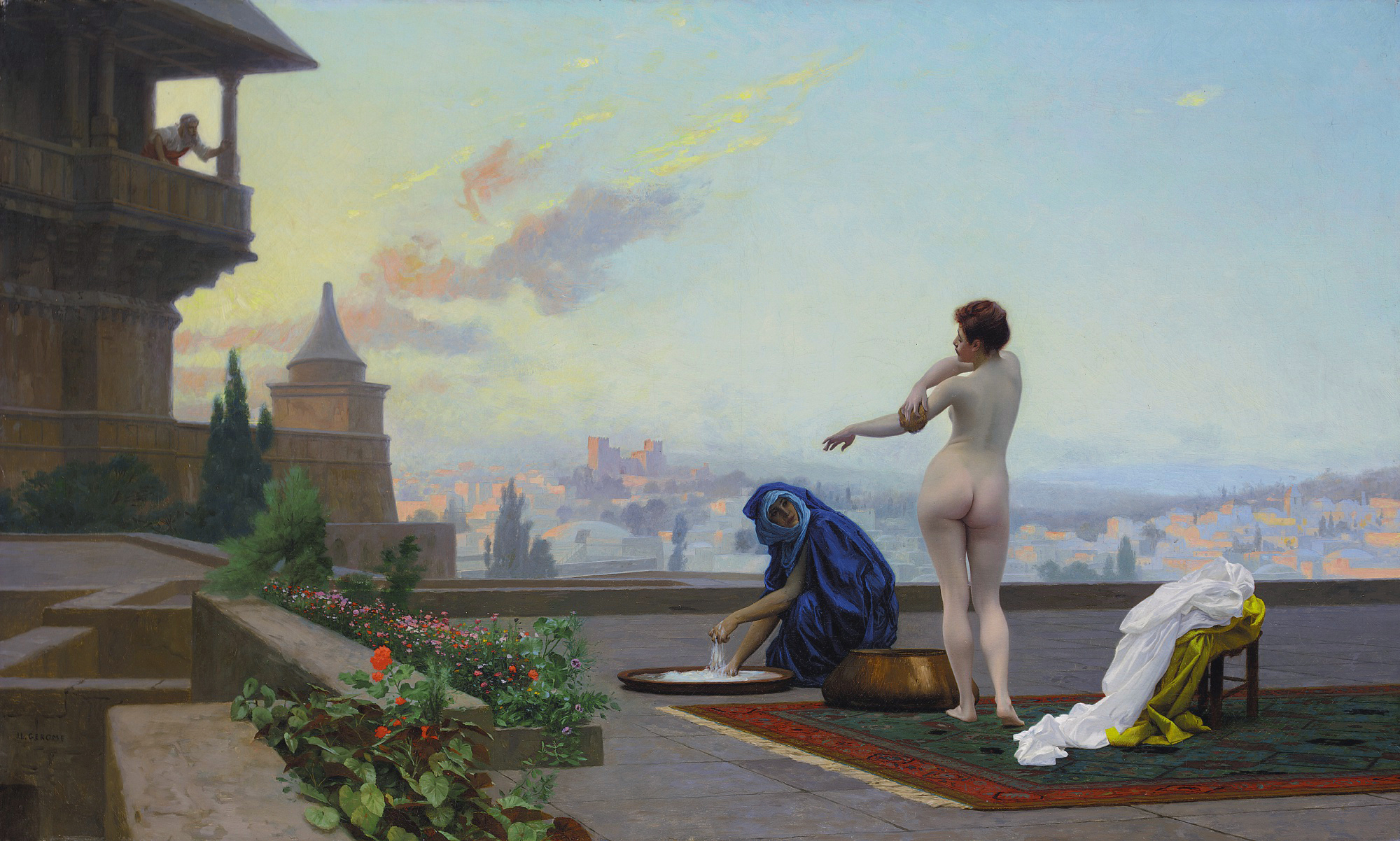
Betsabé (1889), óleo sobre tela de Jean-Léon Gérôme.

El relato de David y Betsabé pasó a ser el ejemplo por antonomasia del «adulterio por cálculo» que, ante el fracaso del ocultamiento, torna en un pecado aún mayor.
La iconografía del baño de Betsabé aparece con frecuencia junto con la del rey David enviando a Urías el hitita a su muerte. Betsabé suele aparecer desnuda o en ropa interior, dentro de una fuente o de un río que se halla en un jardín, o en una terraza. En algunas obras se representa al rey David observándola desde el balcón de su palacio, situado detrás de Betsabé.